# Квітколоже

Квітколоже позначене цифрою 1

Будова квітки

Квітколоже — верхня розширена частина квітконіжки квітки, частина стебла. До нього кріпляться чашечка, віночок, тичинки і маточки.
Квітколоже може бути конічне, пласке чи ввігнуте. Квітколоже часто бере участь в утворенні плоду.